# 斯塔利內什蒂河
斯塔利内什蒂河（烏克蘭語：Сталінешти），是烏克蘭西南部的河流，屬於切爾列納河的左支流。該河流經切爾尼夫齊州的切爾尼夫齊區和德涅斯特區，河道全長25公里，流域面積41.1平方公里。